# Joe Mooney

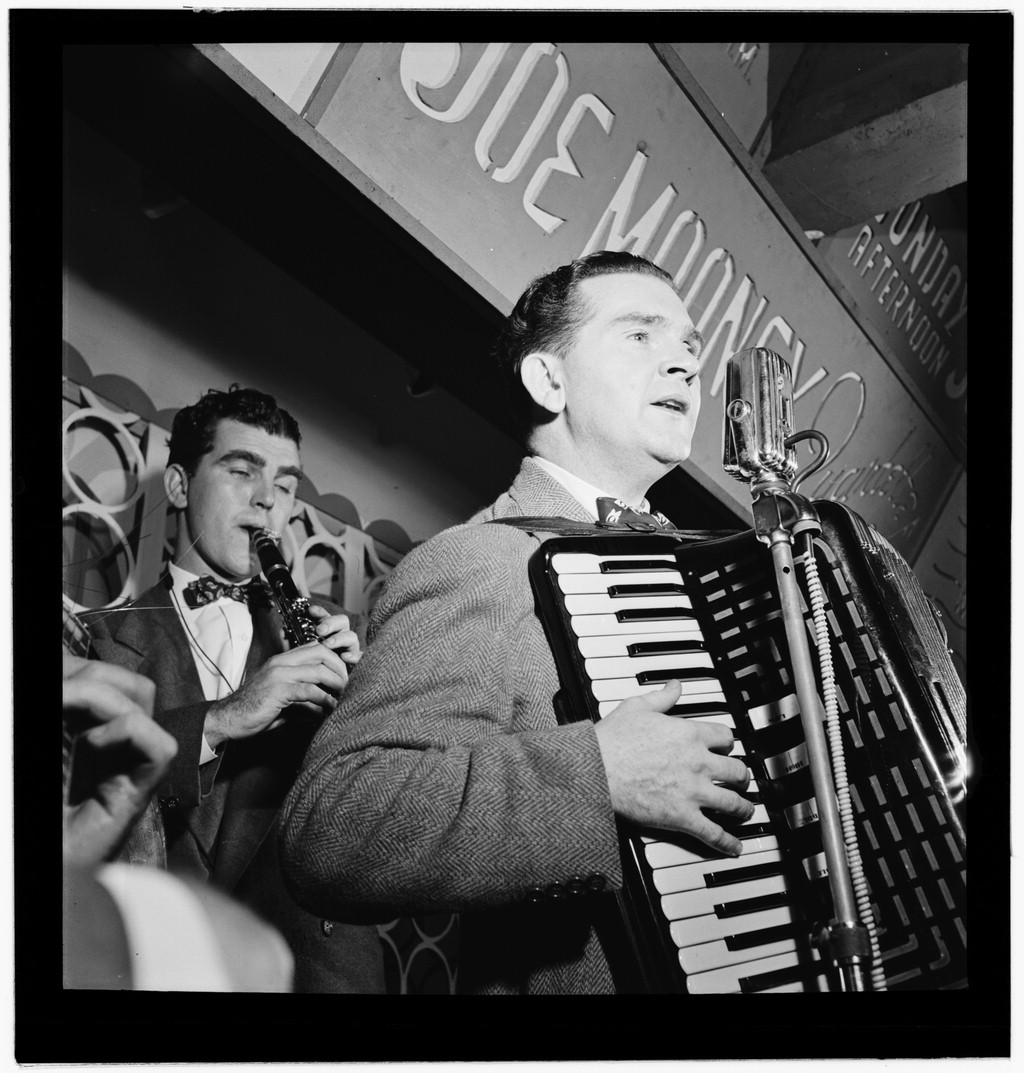
Joe Mooney (rechts) mit Andy Fitzgerald, New York, ca. Oktober 1946.
Fotografie von William P. Gottlieb.

Joe Mooney (* 14. März 1911 in Paterson, New Jersey; † 12. Mai 1975 in Fort Lauderdale, Florida) war ein US-amerikanischer Pianist, Arrangeur, Akkordeonspieler, Organist und Sänger des Swing. Er leitete eigene Gruppen, arbeitete aber auch mit Eddie Sauter und Bill Finegan.

## Leben und Wirken
Joe Mooney erblindete im Alter von zehn Jahren. Er trat ab 1926 mit seinem Bruder Dan als Sänger in Radioshows auf; sie nahmen zwischen 1929 und 1931 als die Sunshine Boys und die Melotone Boys Platten auf, bei denen Musiker wie Tommy Dorsey, Benny Goodman, Joe Venuti, Eddie Lang, Dick McDonough und Carl Kress mitwirkten.

Bis 1936 traten die Brüder gemeinsam auf, dann verließ Dan Mooney das Musikgeschäft. Im Jahr 1937 begann Joe Mooney als Pianist und Arrangeur für Frank Dailey zu arbeiten. In den frühen 1940er Jahren arrangierte er für Paul Whiteman, Vincent Lopez, Larry Clinton, Les Brown und The Modernaires. Daneben leitete er bis zu einem schweren Autounfall 1943 mit seinen Music Masters ein eigenes Quartett.
Nachdem er sich erholt hatte, gründete Joe Mooney 1946 ein neues Swing-Quartett, in dem er sang und Akkordeon spielte, begleitet von Bass, Gitarre und Klarinette. Die Gruppe war zunächst sehr erfolgreich und bestand bis 1948; dann tourte er im Trio- und (mit Bob Carter) im Duo-Format weiter. In dieser Zeit arbeitete er auch mit Buddy Rich. Aufmerksamkeit erregte seine Mitarbeit im Sauter-Finegan Orchestra 1952; dort sang er die Titel „Nina Never Knew“ und „Love Is a Simple Thing“. In den 1950er Jahren spielte Mooney auch mit Bucky Pizzarelli (1952) und Johnny Smith (1953). 1954 zog er nach Florida, versuchte sich noch als Hammondorgelspieler, konnte damit aber nicht reüssieren, obwohl ihn 1954 die Zeitschrift Down Beat in seinem Poll auf Platz 1 führte. Im Jahr 1956 und Mitte der 1960er Jahre entstanden noch weitere Aufnahmen.
Joe Mooney gehörte in der Nachfolge von Charles Melrose und Buster Moten (dem Akkordeonisten im Bennie-Moten-Orchester) mit Mat Mathews und Art Van Damme zu den wenigen Akkordeonspielern im Jazz vor 1980, bevor durch den Einfluss Astor Piazzollas
Richard Galliano und Jean-Louis Matinier das Instrument im Modern Jazz durchsetzten.

## Diskographische Hinweise
- The Sunshine Boys (Retrieval, 1929–1931)
- You Go to My Head (Decca Records, 1946–47)
- Joe Mooney's Song (Atlantic Records, 1956)
- The Greatness of Joe Mooney (Columbia Records, 1963)
- The Happiness of Joe Mooney (Columbia Records, 1965)